# Kate Wang
Kate Wang (* 1980 oder 1981 in Xi’an, China) ist eine chinesische Unternehmerin, die in der Forbes-Liste als US-$ Milliardärin gelistet ist. Ihr Vermögen hat sie als Gründerin des Unternehmens Relx Technology erwirtschaftet. Es wird auf 3,4 Mrd. US-$ geschätzt, sie nimmt damit Rang 561 in der Weltliste der reichsten Personen ein.

## Ausbildung und Beruflicher Anfang
Wang hat einen Bachelor-Abschluss in Finanzwesen der Jiaotong-Universität Xi’an und einen MBA-Abschluss der New Yorker Columbia-Universität. Nach dem Studium war sie Trainee bei Procter & Gamble. Von 2013 bis 2014 arbeitete sie bei der Unternehmensberatung Bain & Company. Danach war sie Leiterin des chinesischen Geschäfts der Firma Uber. 2016 wurde Uber China von Didi Chuxing, einem chinesischen Vermittler von Fahrdienstleistungen, übernommen und sie wechselte in die dortige Unternehmensführung. Zusammen mit Partnern gründete sie Anfang 2018 das Unternehmen Relx Technology.

## Relx Technology
Relx Technology stellt Elektrische Zigarette her und vertreibt sie u. a. über eine eigene Handelskette. Das Unternehmen wuchs schnell von 20 Mio. US-$ im ersten Geschäftsjahr 2018 auf 585 Mio. US-$ im Jahr 2020. Der Marktanteil in China wird auf knapp zwei Drittel geschätzt. Seit Januar 2021 sind die Aktien der Gesellschaft an der New York Stock Exchange gelistet. Kate Wang gehören 20 % der Anteile.